# فلانل

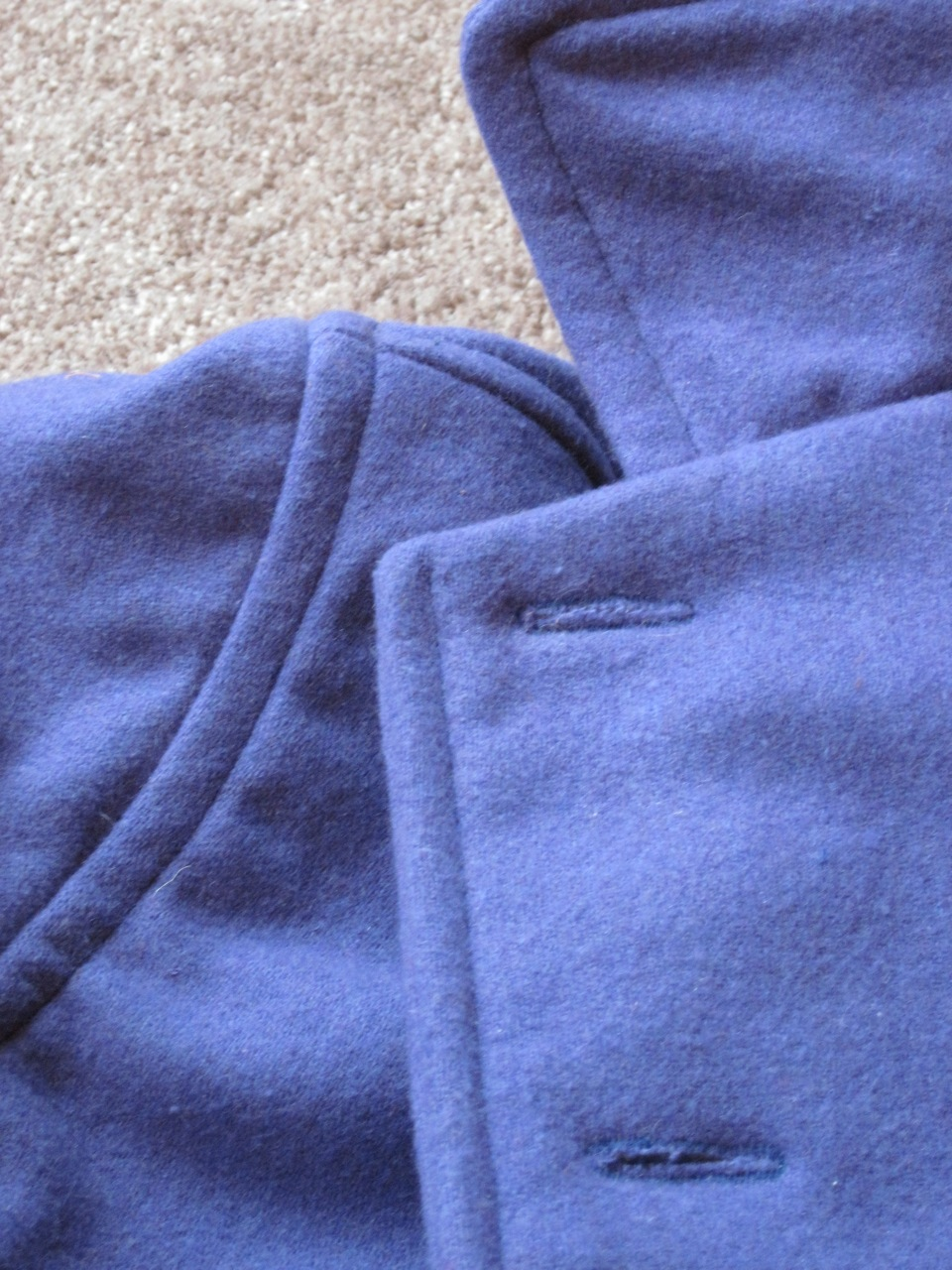
جزئیات لباسی از جنس فلانل پشمی آبی

فلانل (انگلیسی: Flannel) پارچه‌ای لطیف است که در ضخامت‌های مختلف وجود دارد. فلانل در اصل از نخ‌های پشمی بافته می‌شد اما امروزه ممکن است جنس آن از پشم، پنبه، یا الیاف مصنوعی باشد.
این پارچه برای لباسهای سبک و گرم گزینهٔ مناسبی است. از فلانل در دوخت لباس‌های تارتان، پتو، روتختی، و تنپوش خواب استفاده می‌شد.
عبارت «پیراهن فلانل» گاه به‌اشتباه به جای «پیراهن تارتان» به کار برده می‌شود.

## تولید پارچه فلانل
تولید پارچه فلانل دارای چند گام است:
تولید مواد پایه
در درجه اول، مواد اولیه برای تولید فلانل مورد نیاز است. با توجه به نوع محصول نهائی، این مواد اولیه می‌تواند پنبه، پشم، یا ماد مصنوعی باشد. پارچه‌هایی مثل ابریشم برای تولید فلانل مناسب نیستند.
نخ ریسی
ریسندگی نخ فلانل شبیه به سایر موارد است. ممکن است برخی ملاحظات صورت بگیرد اما تفاوت اصلی پارچه فلانل با سایر پارچه‌ها وابسته به مرحله بافندگی است.
بافت پارچه
طرح یک درمیان یا ساده معمولاً در تهیه پارچه فلانل به کار برده می‌شوند و پارچه بافته شده ممکن است در یک طرف یا هر دو طرف کرکدار شوند. در واقع در مرحله کرکدار کردن طوری ساختار پارچه تغییر می‌کند که بافت پارچه مشخص نیست. این مرحله دوام پارچه را کم نمی‌کند.
پارچه نهائی
پارچه فلانل مصنوعی اغلب از پوشش‌های مقاوم کننده تشکیل شده‌است که ممکن است سمی باشد. پشم به‌طور طبیعی در برابر آتش مقاوم است و هر نوع از فرآیندهایی را می‌توان روی فلانل نخی انجام داد.

## کاربردهای پارچه فلانل
پارچه فلانل دارای طیف‌های گسترده‌ای هستند که شامل:
لباس
پیرآهن‌های فلانل ساده برای استایل بیرون از خانه مناسب هستند و این طرح با پارچه‌هایی که پشمی نیستند هم بارها تکرار شده‌است. علاوه بر بلوز، فلانل در تهیه پلیور، ژاکت پشمی و دیگر لباس‌های زمستانی کاربرد دارد.
اساساً نخ، پنبه یا لباس‌هایی با الیاف مصنوعی که از یک سمت یا هر دو طرف موهر هستند را می‌توان فلانل در نظر گرفت. تمایزهای دیگر توسط متخصصین این حوزه قابل شناسایی هستند.
اکسسوری
پارچه فلانل را می‌توان در تهیه کیف، کمربند اغلب با طرح ساده به کار برد.
. مصارف خانگی
فلانل به این دلیل که به صورت چهارخانه پشمی موجود است، در بسیاری از مصارف خانگی به کار برده می‌شود. این نوع از پارچه در تولید ملحفه بسیار کاربرد دارد؛ بسیاری از مصرف‌کنندگان از ملحفه‌هایی از جنس پارچه فلانل در زمستان استفاده می‌کنند که نرمی، عدم جذب آب و راحتی از دلایل انتخاب آنها است.